# Länsväg 255
Länsväg 255 går mellan Uppsala och länsväg 263 vid Märsta. Den utgörs till största delen av gamla E4:ans sträckning före 1972, det år då motorvägen mellan Märsta/Arlanda och Uppsala öppnades.
Före år 1962 hette vägen rikshuvudväg 13, kallad Rikstretton.

## Sträckning
Märsta - Lövstaholm (länsgränsen) - Vassunda - Alsike kyrka - Flottsund(Uppsala) - Kuggebro (Uppsala)- Boländerna(Uppsala).

## Cykelväg
Idén att bygga cykelväg längs sträckan Vassunda-Uppsala lades fram från boende och politiker i området sedan början av 2000-talet. Vägen är naturskön, men trafikfarlig, då vägen är krokig och smal med liten vägren.
År 2018 färdigställdes cykelvägen mellan Knivsta och Vassunda. Samma år beslutades byggnationen för cykelvägen att genomföras, men projektet har hittills varit lågt prioriterad av Region Uppsala, men motiveringen att finansiering saknas. Ingen planerad byggstart för projektet finns.[källa behövs]